# بيت الفايق (السدة)

تعديل مصدري - تعديل

بيت الفايق هي إحدى قرى عزلة الأعماس بمديرية السدة التابعة لمحافظة إب، بلغ تعداد سكانها 689 نسمة حسب تعداد اليمن لعام 2004 أصل سكانها من بستان السلطان في محافظة صنعاء وانتقلوا إلى محافظة إب بسبب حروب الإمامة وعاشوا فيها وأصلهم يرجع لقبيلة حاشد من قبائل همدان 